# 憲法和基本法推廣督導委員會
憲法和基本法推廣督導委員會（英語：Basic Law Promotion Steering Committee）前稱基本法推廣督導委員會，是香港於1998年1月成立的公營機構，由政府官員與非官方成員組成，負責為推廣《香港基本法》的整體計劃和策略提供意見，並作為組織《基本法》推廣工作的中心點，以協調政府部門和社會上各有關方面所進行的推廣工作。主席為政務司司長。委員會分五個工作小組，包括本地社區、教師及學生、公務員、香港以外地區人士及工商專業界。

## 成員名單
主席：
- 政務司司長：陳國基

副主席：
- 政務司副司長：卓永興

非官方委員
- 區佩兒
- 陳文綺慧，BBS
- 張瑞祺
- 蔡德昇，JP
- 方心
- 洪雯
- 葉傲冬，JP
- 郭永強
- 林德興
- 李鑾輝，JP
- 莫仲輝，BBS，MH，JP
- 彭韻僖，BBS，MH，JP
- 孫澎先生
- 湯修齊，MH，JP
- 王洛媛大律師
- 楊全盛，JP
- 余大偉，MH

官方委員
- 政制及內地事務局局長
- 公務員事務局局長
- 商務及經濟發展局局長
- 教育局局長
- 民政及青年事務局局長
- 保安局局長
- 法律政策專員
- 民政事務總署署長
- 政府新聞處處長
- 工業貿易署署長

## 機構設置
憲法和基本法推廣督導委員會根據工作需要設立了專門工作領導小組，即
- 愛國主義教育工作小組

愛國主義教育工作小組
組長
- 李慧琼

非官方委員
- 蔡德昇
- 顧敏康教授
- 郭永強
- 鄺美雲
- 劉智鵬教授
- 李鑾輝
- 李子樹
- 彭韻僖
- 湯修齊
- 黃錦良
- 王惠貞
- 楊勇

官方委員
- 政制及內地事務局局長
- 公務員事務局局長
- 商務及經濟發展局局長
- 文化體育及旅遊局局長
- 教育局局長
- 民政及青年事務局局長
- 保安局局長
- 民政事務總署署長
- 政府新聞處處長
- 康樂及文化事務署署長
- 工業貿易署署長
- 法律政策專員